# 尾道市立三成小学校
尾道市立三成小学校（おのみちしりつ みなりしょうがっこう）は、広島県尾道市美ノ郷町三成にある公立小学校。

## 沿革
- 1875年以前 - 開校。善誘館。
- 1875年4月 - 三成学校に改称。
- 1887年4月 - 小学校令発布三成尋常小学校と改称。
- 1924年4月 - 高等科を併置広島県御調郡三成尋常小学校と改称。
- 1941年4月 - 広島県御調郡三成国民学校と改称。
- 1947年4月 - 広島県郡村立小学校と改称。
- 1954年3月 - 尾道市に合併、尾道市立三成小学校と改称。

## 通学区域
- 尾道市
  - 美ノ郷町(三成、猪子迫、白江、本郷の池田山、木ノ庄町木梨山方(以下を除く：栗原北小学校区域))

卒業生は基本的に尾道市立美木中学校へ進学する。

## アクセス
- 中国バス 三成車庫下車。